# 澤爾內什蒂鄉 (布澤烏縣)

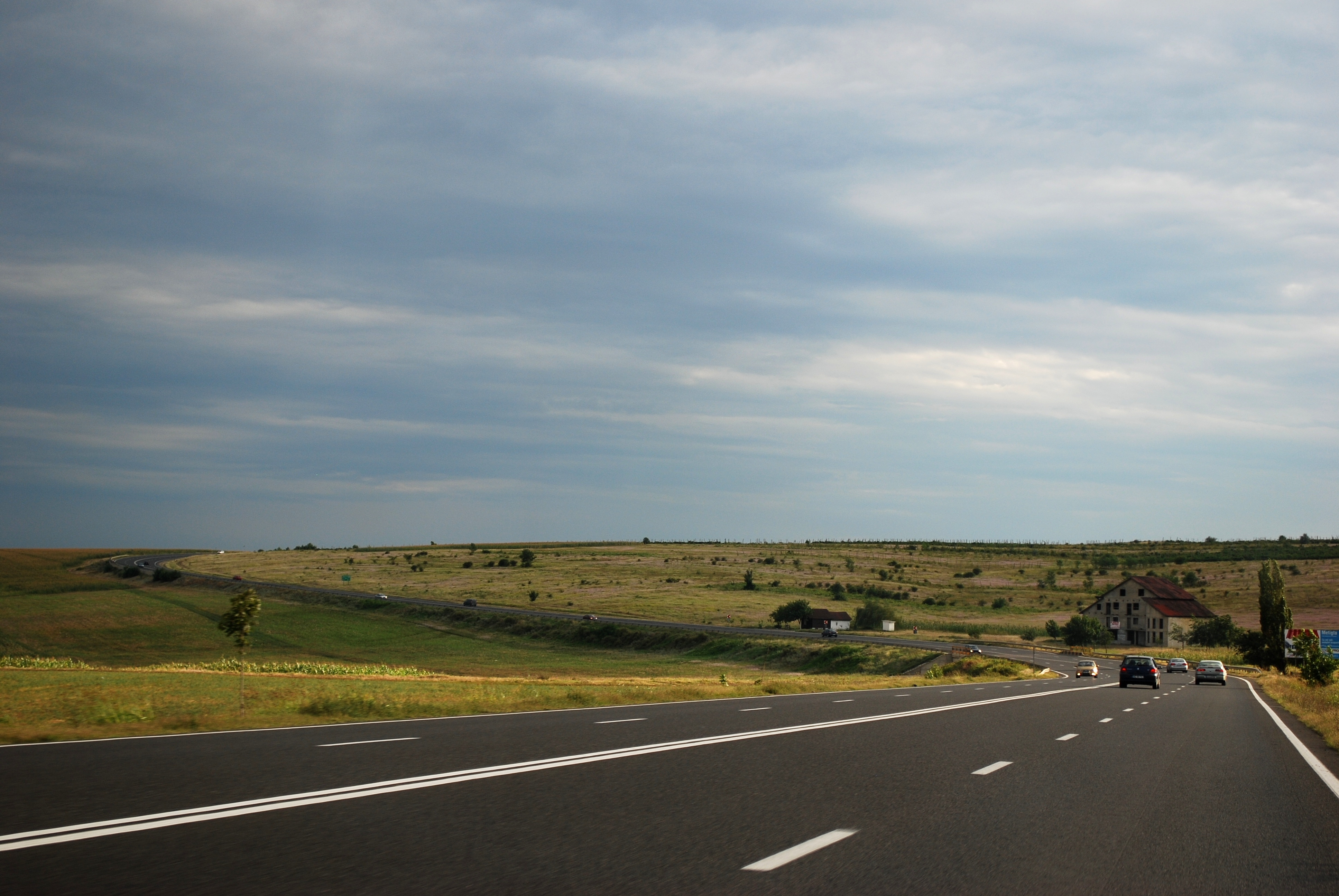

45°17′27″N 26°52′37″E / 45.29083°N 26.87694°E
澤爾內什蒂鄉（羅馬尼亞語：Comuna Zărnești, Buzău），是羅馬尼亞的鄉份，位於該國東南部，由布澤烏縣負責管轄，面積78平方公里，海拔高度178米，2007年人口5,309，人口密度每平方公里68人。